# Parc zoologique des Monts du Livradois d’Auvergne
Le parc zoologique des Monts du Livradois d’Auvergne nommé à l’origine zoo du Bouy était un parc animalier créé en 1975 et fermé en 2015, situé dans le département du Puy-de-Dôme à Champétières près de la commune d'Ambert.

## Histoire
Le zoo du Bouy est fondé en 1975 par André Lhéritier. C'est un parc de plus de quarante hectares où, en suivant un parcours pédestre en grande partie boisé, il est possible d'observer plusieurs centaines d'animaux aussi bien locaux que de diverses régions du monde.
Malheureusement, en 2004, une employée du parc zoologique est attaquée et tuée par un tigre en le nourrissant. Poursuivi en justice pour homicide involontaire, le dirigeant du zoo est relaxé.
Âgé, le fondateur du zoo le cède en 2011 à Alain Albrecht. Il y introduit divers félins. 
Cependant peu après la reprise, à la suite d'une décision administrative prise le 7 août 2012 par le préfet de Région selon un constat de la direction départementale des services vétérinaires, sept animaux (2 mangoustes, 4 Lémur fauve et 1 pygargue à tête blanche) sont remis à la fondation 30 millions d'amis. La saisie a lieu quelques semaines après la découverte d'un cadavre de loup, des restes d’une antilope dans une chambre froide et d'un cadavre de bison découpé en morceaux dans un congélateur. Durant ce même mois d'août, la fondation 30 millions d'amis retrouve des animaux « enfermés dans une cage posée à même le sol, tapissée d’excréments, dans l’obscurité la plus complète ».
À la suite de cet événement, le propriétaire est condamné en novembre 2012 par le tribunal correctionnel de Clermont-Ferrand à 6 mois de prison avec sursis et à l'interdiction d'exercer son activité pendant un an.
En redressement judiciaire en mars 2014, le zoo prend un nouveau départ au mois de juin suivant sous le nom de « parc zoologique des Monts du Livradois d’Auvergne » pour présenter environ 300 animaux sur 27 hectares. 
Cependant en mars 2015, Alain Albrecht est mis en examen et placé en détention provisoire. Il est accusé de trafic international d'espèces protégées en bande organisée, maltraitance, non-respect des règles de sécurité, d'avoir laissé des animaux mourir de faim, d'en avoir achevé au fusil et d'avoir découpé des animaux morts pour en nourrir d'autres. Le jour avant sa mise en examen, les gendarmes et les agents de la direction départementale de la protection des populations vont découvrir plusieurs cadavres d'animaux morts dans la chambre froide dont un puma. Par ailleurs, deux panthères des neiges achetées un an plutôt en Allemagne sont revendues à des Russes pour 50 000 euros.
Le zoo ferme ses portes en 2015 après avoir été mis en liquidation. L'exploitant est accusé de trafic d'animaux en bande organisée (il aurait acquis des spécimens sauvages appartenant à des espèces en danger pour les revendre à des particuliers) et de maltraitance animale,. Plusieurs animaux sont morts. Les  survivants sont transférés dans d'autres parcs animaliers (tel que le Parc animalier d'Auvergne), des refuges ou confiés à des associations de protection animale.
De 2011 à 2015, ce sont donc 200 animaux qui trouvent la mort par manque de soins et de nourriture.
Jugé au tribunal correctionnel de Clermont-Ferrand en  septembre 2021, Alain Albrecht est condamné, en novembre 2021, à dix-huit mois de prison avec sursis, une interdiction définitive de détenir des animaux et cinq ans d’interdiction d’exercice professionnel impliquant des animaux,,,,.